# Andrej Karjaka
Andrej Konstantinovič Karjaka (in russo Андрей Константинович Каряка? anglosassone Andrei Karyaka; Dnipropetrovs'k, 1º aprile 1978) è un ex calciatore russo, di ruolo centrocampista.

## Carriera

### Club
Cresciuto nelle scuole calcistiche di Dnipropetrovsk, Karjaka si trasferisce alle giovanili del Metalurh Zaporižžja nel 1995. Prima di andare al Saturn, ha giocato per il Metalurh Zaporižžja e per il CSKA Kiev in Ucraina, per il Kryl'ja Sovetov Samara in Russia (cinque stagioni e mezza), e per il Benfica in Portogallo.

### Nazionale
Benché nato in Ucraina, il 29 maggio 2001 Karjaka ha scelto la cittadinanza russa, pur avendo militato in diverse nazionali giovanili ucraine. Da allora viene regolarmente convocato in nazionale russa; ha partecipato anche a Euro 2004. Fino all'aprile 2007 contava 27 presenze e 6 gol con la Russia.